# Marina Köhncke
Marina Köhncke (nacida como Marina Loheit, Wandsbek, 8 de marzo de 1968) es una jinete alemana que compitió en la modalidad de concurso completo.
Ganó una medalla de bronce en el Campeonato Mundial de Concurso Completo de 1990, en la prueba por equipos. Participó en los Juegos Olímpicos de Sídney 2000, ocupando el cuarto lugar en la prueba por equipos.

## Palmarés internacional
| Campeonato Mundial | Campeonato Mundial | Campeonato Mundial | Campeonato Mundial |
| Año                | Lugar              | Medalla            | Categoría          |
| ------------------ | ------------------ | ------------------ | ------------------ |
| 1990               | Estocolmo (Suecia) | Medalla de bronce  | Por equipos        |